# Літтл-Веллі (селище, Нью-Йорк)
Літтл-Веллі (англ. Little Valley) — селище (англ. village) в США, в окрузі Каттарогус штату Нью-Йорк. Населення — 1058 осіб (2020).

## Географія
Літтл-Веллі розташований за координатами 42°14′58″ пн. ш. 78°47′56″ зх. д. / 42.24944° пн. ш. 78.79889° зх. д. (42.249365, -78.798751).  За даними Бюро перепису населення США в 2010 році селище мало площу 2,60 км², уся площа — суходіл.

## Демографія
Згідно з переписом 2010 року, у селищі мешкали 1143 особи в 437 домогосподарствах у складі 266 родин. Густота населення становила 440 осіб/км².  Було 509 помешкань (196/км²).
Расовий склад населення:
| - 95,1 % — білих - 2,1 % — чорних або афроамериканців - 1,3 % — корінних американців - 0,1 % — азіатів |

До двох чи більше рас належало 1,0 %. Частка іспаномовних становила 1,5 % від усіх жителів.
За віковим діапазоном населення розподілялося таким чином: 23,6 % — особи молодші 18 років, 64,6 % — особи у віці 18—64 років, 11,8 % — особи у віці 65 років та старші. Медіана віку мешканця становила 35,0 року. На 100 осіб жіночої статі у селищі припадало 112,8 чоловіків;  на 100 жінок у віці від 18 років та старших — 116,1 чоловіків також старших 18 років.
Середній дохід на одне домашнє господарство  становив 42 414 долари США (медіана — 31 750), а середній дохід на одну сім'ю — 51 028 доларів (медіана — 41 154). Медіана доходів становила 32 663 долари для чоловіків та 31 250 доларів для жінок. За межею бідності перебувало 23,1 % осіб, у тому числі 30,0 % дітей у віці до 18 років та 13,7 % осіб у віці 65 років та старших.
Цивільне працевлаштоване населення становило 479 осіб. Основні галузі зайнятості: мистецтво, розваги та відпочинок — 19,6 %, освіта, охорона здоров'я та соціальна допомога — 18,8 %, роздрібна торгівля — 17,1 %.